# Коров'ячий грот

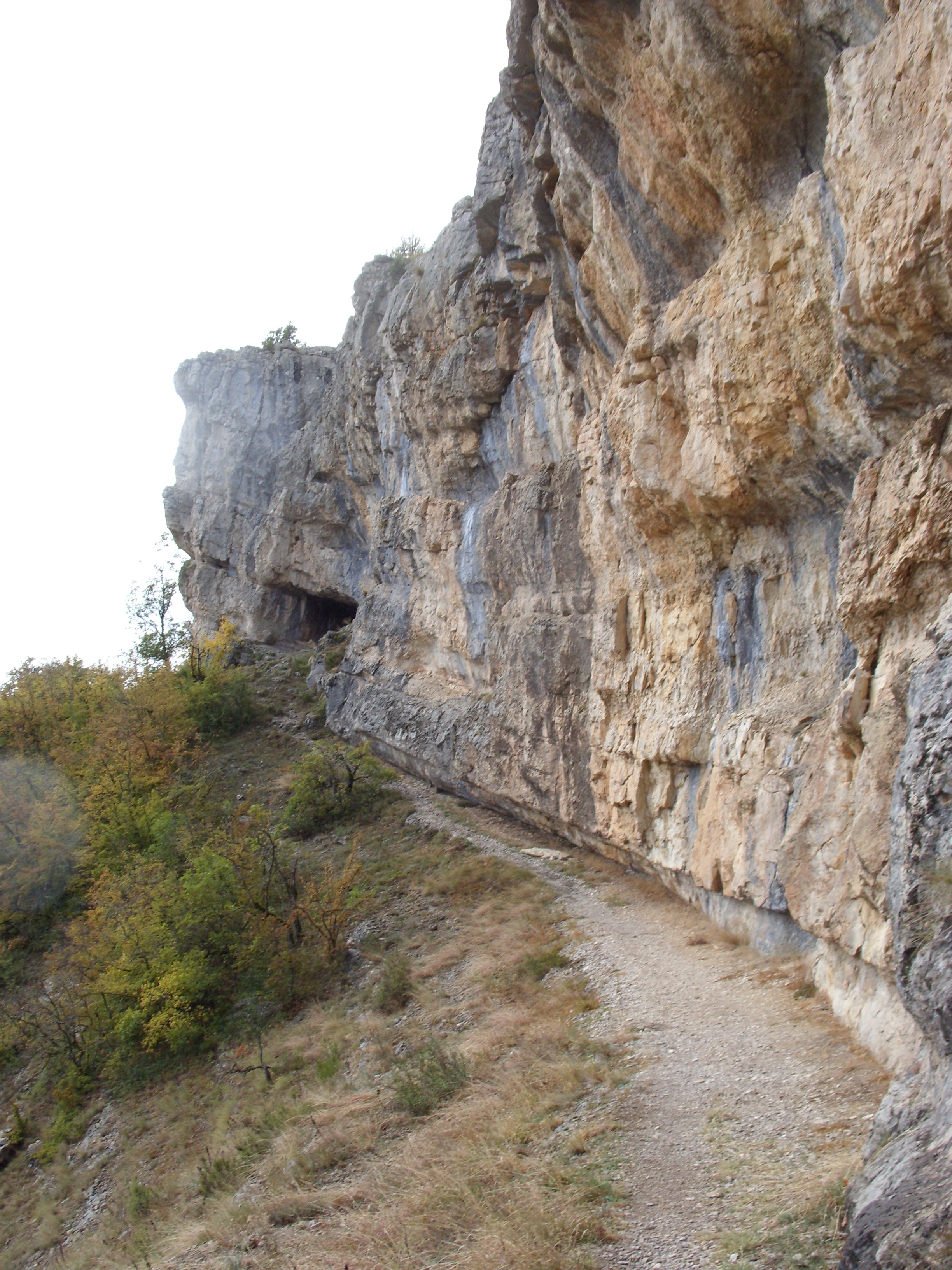
Коров'ячий грот

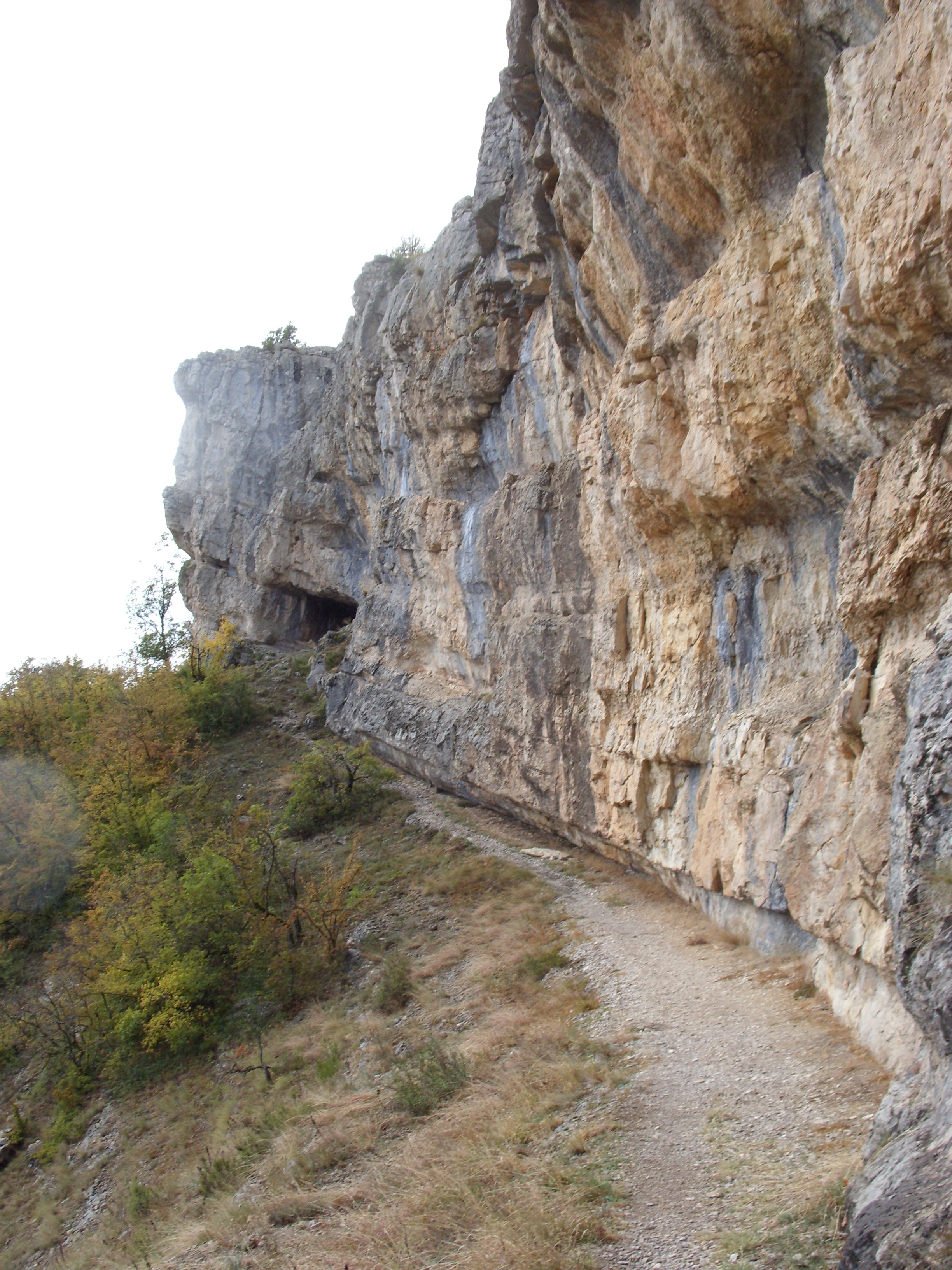
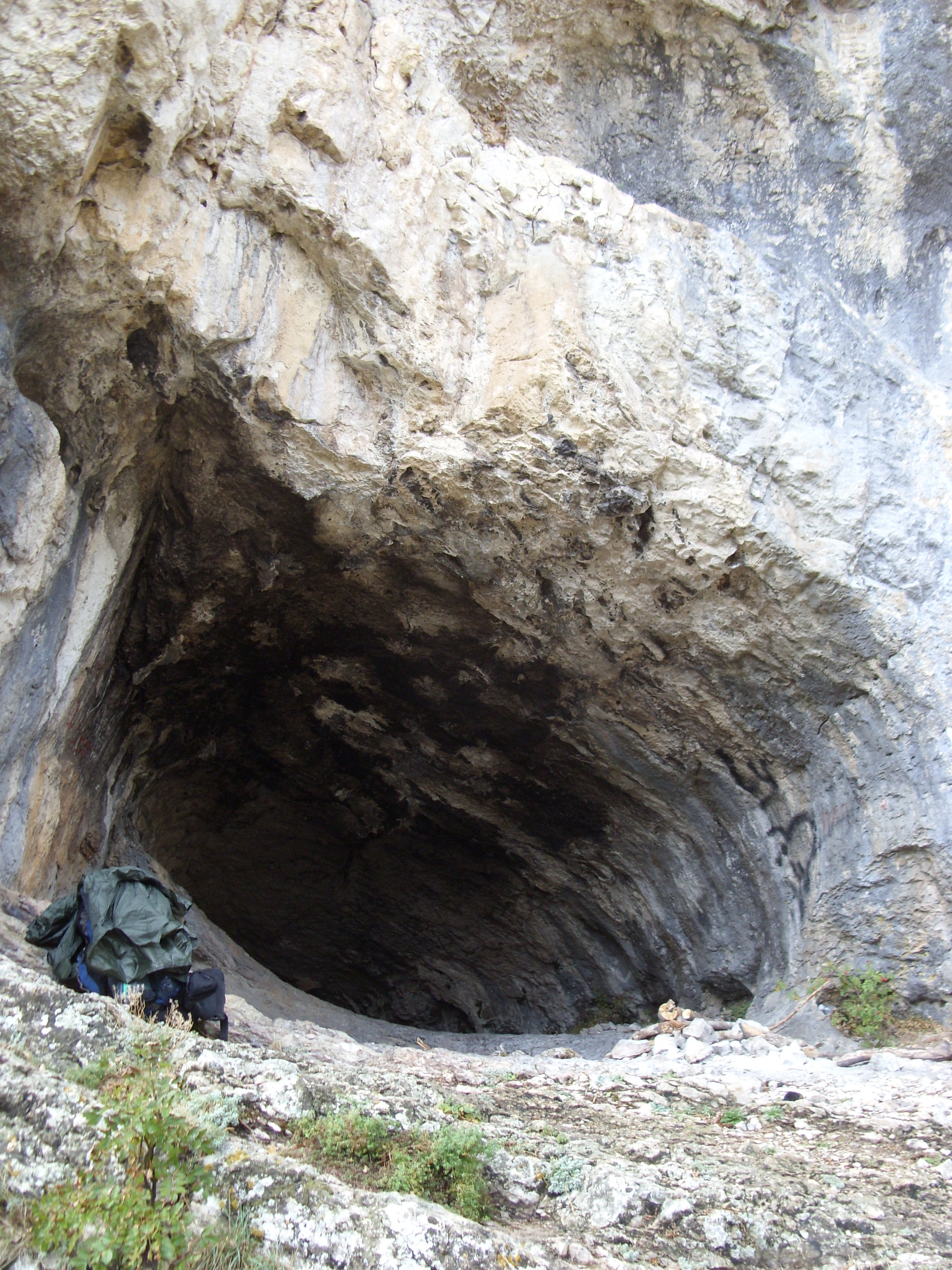

Коров'ячий грот (кримсько-татарською — Туар-Коба) — грот в околицях Великого Кримського каньйону. Об'єкт туризму.
Грот сухий. Глибина гроту — близько 10 м. Стежка до гроту практично безпечна. У гроті може розміститися 1-2 намети. Грот використовується для тимчасових стоянок туристів.